# طارق العربي طرقان
طارِق العربي طرقان (ولد 22 أغسطس 1959 م) ملحن ومغنٍّ ومؤلف أغان للأطفال، سوري من أصل جزائري، ولد ونشأ في دمشق، درس الفنون الجميلة قسم النحت ولكن لم تُسعِفه الظروف لإتمام دراسته الجامعية.

## نشأته
الفنان طارق العربي طرقان دمشقي المولد والمنشأ، من والد جزائري ينحدر من مدينة سيق بولاية معسكر في الغرب الجزائري، وأم جزائرية الأصل سورية المنشأ، احتضنه بيت الجد للأم الذي شغف كل أفراده بالموسيقى والكتابة الشعرية، ليكون مدرسته الأولى والوحيدة لتعلم أبجديات الموسقى والعزف على آلاتها، فكانت البداية في سن السادسة لتتطور الموهبة دون طموح لدخول عالم الغناء.
دخوله عالم الغناء للأطفال إنما كان محض صدفة ببادرة من شركة "زهرة"، وهي المؤسسة المسؤولة عن دبلجة معظم أعماله في فترة التسعينيات.

## ألحانه
تتسم ألحان طارق العربي طرقان بطبيعتها الموسيقية المعقدة، خلافًا للمعتاد في مجال أغاني الأطفال، من ألحان يغلب عليها طابع الماجور المرح، فطارق العربي طرقان طبع جل أغانيه بطبع الماينور أو السلم الصغير الذي يعطي للحن عمقًا وثراء كبيرين.
تتواجد بكثرة الخانات الموسيقية الجزائرية في ألحان طارق العربي طرقان، ويظهر ذلك من خلال أدائه وموسيقاه، كما أعاد بعض الأغاني للإخوان ميكري وناس الغيوان من المغرب، وتأثرت ألحانه بشكل كبير بالموسيقي الأمازيغي إيدير من الجزائر وغيرهم.
يعتبر الفنان طارق العربي طرقان مؤسساً لمدرسة موسيقية جديدة في مجال أغنية الطفل بالعالم العربي، مدرسة تعتمد على إعلاء المستوى في الكلمات والألحان لرفع القيمة التحسيسية والموسيقية للأغنية في آن واحد. وهي مدرسة أرساها عبر أغانيه وتلقاها عنه قلة من الفنانين الشباب الصاعدين.

## حياته الخاصة
متزوج وله 3 أبناء محمد وديمة وتالة.

## أعماله

### الرسوم المتحركة
- ماوكلي أول أعماله، وهي من ألحانه وأدائه بالاشتراك مع أمل حويجة.
- صقور الأرض
- فرسان الفضاء
- الماسة الزرقاء
- موكا موكا
- قنفوذ السريع سونيك الجزء الأول
- سلاحف النينجا
- ساندوكان
- في جعبتي حكاية
- لاتبالي
- المحقق كونان
- سنوبي
- المحترفون
- هزيم الرعد
- السباق الكبير
- باص المدرسة العجيب
- عهد الأصدقاء
- دروب ريمي
- الحديقة السرية
- بينكي وبرين
- مغامرات حنين
- أكاديمية الشرطة
- الرمية الملتهبة
- الضربة الصاعقة
- أسطورة زورو
- دراغون بوستر
- بيدا بول
- باتمان
- هجوم كابتن ثابت
- كابتن ماجد الجزء الثاني والثالث
- أبطال الديجيتال الجزئين الأول والثاني
- القناع
- المفتش فابر
- يحكى أن
- حكايات ما أحلاها
- الصياد الصغير
- سمبا
- سابق ولاحق
- تاما والأصدقاء
- مغامرات سوسان
- أنا وأخي
- محمد الفاتح
- الابن البار
- سلام دانك
- فولترون
- أسرار المحيط
- الأشبال
- هورس لاند (2008).
- فلة والأقزام السبعة
- ون بيس
- مدينة النخيل
- قصص الأنبياء الجزء الأول والثاني والثالث والرابع
- سندباد بحار من بلاد العرب
- الصديق الوفي
- أرغاي الفارس النبيل
- توم سوير
- بابار الجزئين الأول والثاني
- رحلة الأصدقاء
- أبطال الليزر
- أبطال الكرة الجزء الثالث والرابع
- دراغون بول زد كاي

### الأناشيد
- قمر سيدنا النبي
- يا طيبة
- ماشي بنور الله
- الله يا مولانا
- في كل حركة بسم الله
- نور في الأجواء تألق
- وديلي سلامي
- أقرب من قلبي لقلبي
- أمي تلون عمري
- الآن سنبدأ
- أصحابي مسرورون
- أغاني فلة
- أغنية الراعي
- هذا كتاب الله

### أخرى
له عدد من الأعمال الغنائية الأخرى غير الموجهة للأطفال، إذ كان من قبل يغني (بالإنجليزية: one man show) وهو عزف على آلة الأورغ أو الجيتار مع الغناء باللغتين العربية والإنجليزية.